# Congomah
Congomah är en ort i Mauritius.   Den ligger i distriktet Pamplemousses, i den västra delen av landet, 10 km öster om huvudstaden Port Louis. Congomah ligger 199 meter över havet och antalet invånare är 1 956. Den ligger på ön Mauritius.
Terrängen runt Congomah är kuperad söderut, men norrut är den platt. Terrängen runt Congomah sluttar norrut. Runt Congomah är det tätbefolkat, med 411 invånare per kvadratkilometer. Närmaste större samhälle är Port Louis, 9,7 km väster om Congomah. Trakten runt Congomah består till största delen av jordbruksmark.